# Ruzzik ibn Talai
Abu-Xujà al-Màlik al-Àdil an-Nàssir Majd-al-Islam Ruzzik ibn Talaï ibn Ruzzik, mes conegut simplement com Ruzzik ibn Talaï (àrab: رزيك بن طلائع, Ruzzīk b. Ṭalāʾiʿ), fou un visir fatimita; era musulmà xiïta però d'origen armeni.
Va succeir en el càrrec al seu pare Talaï ibn Ruzzik, mort el setembre de 1161 en un atemptat. Per evitar seguir la sort del pare es va fer construir un pas soterrani secret des de la seva residència oficial a la seva residència efectiva (que era propera). Va abaixar els impostos i va efectuar algunes reformes però no va tenir temps de fer tot el que projectava doncs no es va poder afermar al poder; enemic del governador de l'Alt Egipte Abu-Xujà Xàwar, el va voler substituir per Nàssir-ad-Din Xaykh-ad-Dawla ibn ar-Rifa, però Xàwar es va revoltar i va avançar cap al Caire. Rebutjat es va retirar als oasis occidentals però va retornar al cap de poc arribant a Tarudja, a l'oest del delta, ocupant el Caire el gener del 1163. Ruzzik va fugir a casa d'un parent del marit de la seva germana que el va entregar a Tayy ibn Xàwar que el va matar (agost de 1163).